# جينا لاميا
جينا لامية (بالإنجليزية: Jenna Lamia)‏ هي منتجة أفلام وكاتبة سيناريو وممثلة أمريكية، ولدت في 2 مايو 1982 في لوس أنجلوس في الولايات المتحدة.

## أعمال

### أفلام
- (2009) الصندوق[4]
- (2010) المقاتل[5]
- (2013) المكالمة[6]

## وصلات خارجية
- جينا لامية على موقع IMDb (الإنجليزية)
- جينا لامية على موقع ألو سيني (الفرنسية)
- جينا لامية على موقع أول موفي (الإنجليزية)
- جينا لامية على موقع قاعدة بيانات برودواي على الإنترنت (الإنجليزية)
- جينا لامية على موقع قاعدة بيانات الأفلام السويدية (السويدية)
- جينا لامية على موقع قاعدة بيانات الفيلم (الإنجليزية)
- جينا لامية على موقع كينوبويسك (الروسية)